# Oosternijkerk
Oosternijkerk (en frison : Easternijtsjerk) est un village de la commune néerlandaise de Noardeast-Fryslân, dans la province de Frise.

## Géographie
Le village est situé dans le nord de la Frise, à 7 km au nord-est de Dokkum.

## Histoire
Oosternijkerk est un village fondé au XIIIe siècle autour d'une ferme donnée aux moines de Mariëngaarde. Il de fait partie de la commune d'Oostdongeradeel avant 1984 puis de Dongeradeel avant le 1er janvier 2019, où celle-ci est supprimée et fusionnée avec Ferwerderadiel et Kollumerland en Nieuwkruisland pour former la nouvelle commune de Noardeast-Fryslân.

## Démographie
Le 1er janvier 2018, le village comptait 930 habitants.